# Inre Korsö
Inre Korsö med Jungfruskär är en ö i Åland (Finland). Den ligger i Skärgårdshavet eller Ålands hav och i kommunen Lemland i landskapet Åland, i den sydvästra delen av landet. Ön ligger nära Mariehamn och omkring 280 kilometer väster om Helsingfors.
Öns area är 37,2 hektar och dess största längd är 1 kilometer i sydöst-nordvästlig riktning. Ön höjer sig omkring 25 meter över havsytan.

## Delöar och uddar
- Inre Korsö 60°02′30″N 19°54′56″Ö / 60.04164°N 19.91563°Ö
- Jungfruskär 60°02′41″N 19°54′50″Ö / 60.04486°N 19.9139°Ö